# Jacques de Bourbon (1870-1931)
Pour les articles homonymes, voir Jacques de Bourbon, Bourbon, Jacques Ier et Jacques III.
Titres
Prétendant légitimiste aux trônes de France et de Navarre
18 juillet 1909 – 2 octobre 1931
(22 ans, 2 mois et 14 jours)
Prétendant carliste au trône d’Espagne
18 juillet 1909 – 2 octobre 1931
(22 ans, 2 mois et 14 jours)
Signature
Jacques de Bourbon (en espagnol : Jaime de Borbón y Borbón-Parma), né à La Tour-de-Peilz, près de Vevey, dans le canton de Vaud, en Suisse, le 27 juin 1870, et décédé à Paris (8e arrondissement) le 2 octobre 1931, aîné des Capétiens chef de la maison royale de France, et chef de la maison de Bourbon, qui porte les titres de courtoisie de duc d’Anjou et duc de Madrid, est le prétendant légitimiste au trône de France sous le nom de Jacques Ier et le prétendant carliste au trône d'Espagne sous le nom de Jacques III, de 1909 à 1931.

## Famille

### Ascendance
Jacques est le seul fils de Charles de Bourbon, duc de Madrid, prétendant légitimiste aux trônes de France et de Navarre, et, prétendant carliste au trône d’Espagne, et de sa première épouse Marguerite de Parme.
Par chacun de ses parents, il est un descendant du roi de France Louis XIV (1638-1715) et de son épouse la reine Marie-Thérèse d'Autriche (1638-1683), dont il descend à travers Philippe V (1683-1746), roi d'Espagne. Jacques de Bourbon compte également parmi ses autres ancêtres, le roi de France Charles X (1757-1836) qui est son arrière arrière-grand-père.
Jacques a quatre sœurs, Blanche (1868-1949), épouse de l'archiduc Léopold-Salvator de Habsbourg-Toscane (1863-1931), Elvire (1871-1929), sans alliance, Béatrice (1874-1961), épouse du prince Fabrizio Massimo (1868-1944), et Alice (1876-1975), épouse en première noce du prince Frédéric de Schönburg-Waldenburg (1872-1910), puis en secondes noces, de Lino del Prete (1877-1956).

### Fiançailles et descendance
Il fut envisagé un mariage avec sa cousine la princesse Mathilde de Bavière, fille du roi Louis III. Cependant cette dernière épousa un prince de Saxe-Cobourg,,. Mais une union avec la princesse Louise d’Orléans, ou encore avec la princesse Patricia de Connaught et une nièce du Kaiser furent également envisagées,. L’union qui fut probablement la plus sérieuse, fut envisagé en 1886 lorsque le pape avança l’idée d’unir Jacques avec l’infante Maria de las Mercedes, princesse des Asturies, dans l’espoir de pouvoir réconcilier les deux branches. La mère de Jacques, Marguerite de Parme donna son accord pour le projet, mais Don Carlos refusa catégoriquement. Le Courrier de l’Aude avance l’hypothèse que la reine-régente d’Espagne aurait pu sembler d’accord avec ce projet qui aurait mis fin à la guerre civile datant de 1883. Enfin, l’Infant Jacques fut « fiancé » en 1906 avec une archiduchesse d’Autriche, soit Marie-Henriette, soit Marguerite ou alors Maria Annonciade. Les journaux remarquèrent même qu’une réunion de famille avait lieu chez l’archiduchesse Marie-Thérèse, mère de Marie Annoniade.
La quasi-totalité de ses tentatives d'unions furent empêchées par la reine-régente d'Espagne.

Le prince Jacques de Bourbon ne s'est jamais marié mais en 1911, sa cuisinière l'accusa d'être le père de son enfant à naitre. Cependant bien que Jacques confirma avoir eu des relations sexuelles avec sa cuisinière, il contesta la paternité.

## Biographie

### Premières années

#### Une naissance en exil

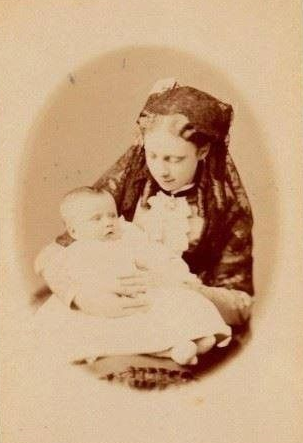
Jacques de Bourbon dans les bras de sa mère vers 1870.

Jacques de Bourbon voit le jour le 27 juin 1870 à La Tour-de-Peilz, près de Vevey, en Suisse, à une époque où l'Espagne est en proie à une crise révolutionnaire et où les descendants de l'infant Charles sont bannis du territoire national et déchus du titre d'infants par décret royal du 27 octobre 1834. De même, la France de Napoléon III connaît une très grande instabilité et les membres de la maison de Bourbon sont bannis du territoire national par la loi du 10 avril 1832. Dès sa naissance, la vie du prince est donc placée sous le signe de l'exil et tout semble indiquer qu'il en sera longtemps ainsi.
Né sous les noms de : Jaime Pío Juan Carlos Bienvenido Sansón Pelayo Hermenegildo Recaredo Álvaro Fernando Gonzalo Alfonso María de los Dolores Enrique Luis Roberto Francisco Ramiro José Joaquín Isidro Leandro Miguel Gabriel Rafael Pedro Benito Felipe de Borbón y Borbón-Parma (traduction française : Jacques Pie Jean Charles Bienvenu Samson Pélage Herménégilde Recarède Alvare Ferdinand Gonzalve Alphonse Marie des Douleurs Henri Louis Robert François Ramire Joseph Joachim Isidore Léandre Michel Gabriel Raphaël Pierre Benoît Philippe de Bourbon). Il est baptisé à La Tour-de-Peilz le 30 juin 1870, avec pour parrain son grand-oncle le comte de Chambord et pour marraine sa grand-mère paternelle la comtesse de Montizon.
Le 2 août 1870, il est proclamé prince des Asturies par les carlistes, en tant que fils de « Charles VII, roi des Espagnes et des Indes », c’est-à-dire du duc de Madrid.

#### Guerre carliste de 1872-1876
Voyant s'éloigner la possibilité de la restauration bourbonienne, dans chacune de ses deux branches, le père de Jacques déclenche en 1872 la troisième guerre carliste, d'abord contre le roi Amédée, puis contre la Première République espagnole, proclamée en 1873 après l'abdication du roi, puis finalement contre Alphonse XII, fils d'Isabelle II, proclamé roi en 1874.
Le 16 juillet 1873, Charles franchit la frontière espagnole depuis la France et pénètre en Navarre par la Venta de Laputsagarra. L'accueil que lui réservent ses partisans revêt l'allure de celui qu'on doit à un chef d'État, ce qui lui permet d’obtenir le titre de roi et d’être reconnu par le Nord du pays comme le souverain légitime sous le nom de Charles VII. Durant cette période, Jacques et sa sœur Blanche sont installés à Pau avec leur mère. Cette dernière se dévoue pour créer les services sanitaires de l'armée carliste. C’est à cet effet que son époux créa en son honneur l’ordre de la Charité en 1874. L’ordre était destiné à récompenser tous les militaires ayant pris part à la troisième guerre carliste.

#### En France
Après la défaite militaire de 1876, la famille s'installa à Passy. Durant cette période, Jacques fréquente la reine déchue Isabelle II d'Espagne, avec laquelle ses parents se sont liés d'amitié.
Jacques de Bourbon fait toutes ses études chez les Jésuites, d’abord à Paris, à l’école de l’Immaculée-Conception (au no 24 de la rue de Vaugirard) jusqu’en 1881. En effet, cette année là, le 15 juillet 1881, le duc de Madrid et sa famille assistaient à la messe de la Saint-Henri, fête patronale de son oncle maternel le comte de Chambord (prétendant légitimiste au trône de France, dont la sœur Louise était la mère de la duchesse de Madrid). Le retentissement donné à cet événement — à l'occasion duquel Charles de Bourbon, alors prétendant carliste au trône d'Espagne, est acclamé par des saint-cyriens — vaut au prince d'être expulsé du territoire de la République, par arrêté d'Ernest Constans, ministre de l'Intérieur et des Cultes (et de son sous-secrétaire d'État, Armand Fallières, futur président de la République), « considérant que la présence de l’étranger susdésigné [« don Carlos, duc de Madrid »] sur le territoire français [était] de nature à compromettre la sûreté publique ».

### Nouvel exil

#### Héritier en second du légitimisme
Après cet évènement et face au multiples liaisons de son époux, la duchesse de Madrid décide de s'installer avec ses filles à la Tenuta Reale, demeure héritée de son grand-père le duc Charles II de Parme. De son côté, le père de Jacques, Charles, part vivre au palais Loredan dell'Ambasciatore à Venise.
Le 3 septembre 1883 à Goritz, il assiste aux côtés de son grand-père, de son père et de son oncle aux obsèques d’Henri d’Artois, comte de Chambord, prétendant légitimiste au trône de France. Selon les légitimistes, ce décès faisait de Jacques de Bourbon un fils de France, en tant que fils du nouveau dauphin de France (son père le duc de Madrid), lui-même fils aîné du nouveau chef de la maison de Bourbon et aîné des Capétiens (Jean de Bourbon, comte de Montizon). Au cours des obsèques, un conflit éclate lorsque le comte de Paris se déclare son successeur. Les Bourbon-Parme ne le reconnaissent pas (de même que la comtesse de Chambord), et préfère se tourner vers le comte de Montizon, grand-père de Jacques et nouvel aîné des Capétiens légitimes,. 
Ce n'est cependant qu'une minorité des royalistes, qui, au regard des lois fondamentales et des principes de dévolution de la Couronne préfèrent suivre la branche bourbonienne d’Anjou, au détriment des Orléans. Puis à la mort de son grand-père, le 18 novembre 1887, Jacques devient le nouveau dauphin de France pour les légitimistes.

#### Formation militaire

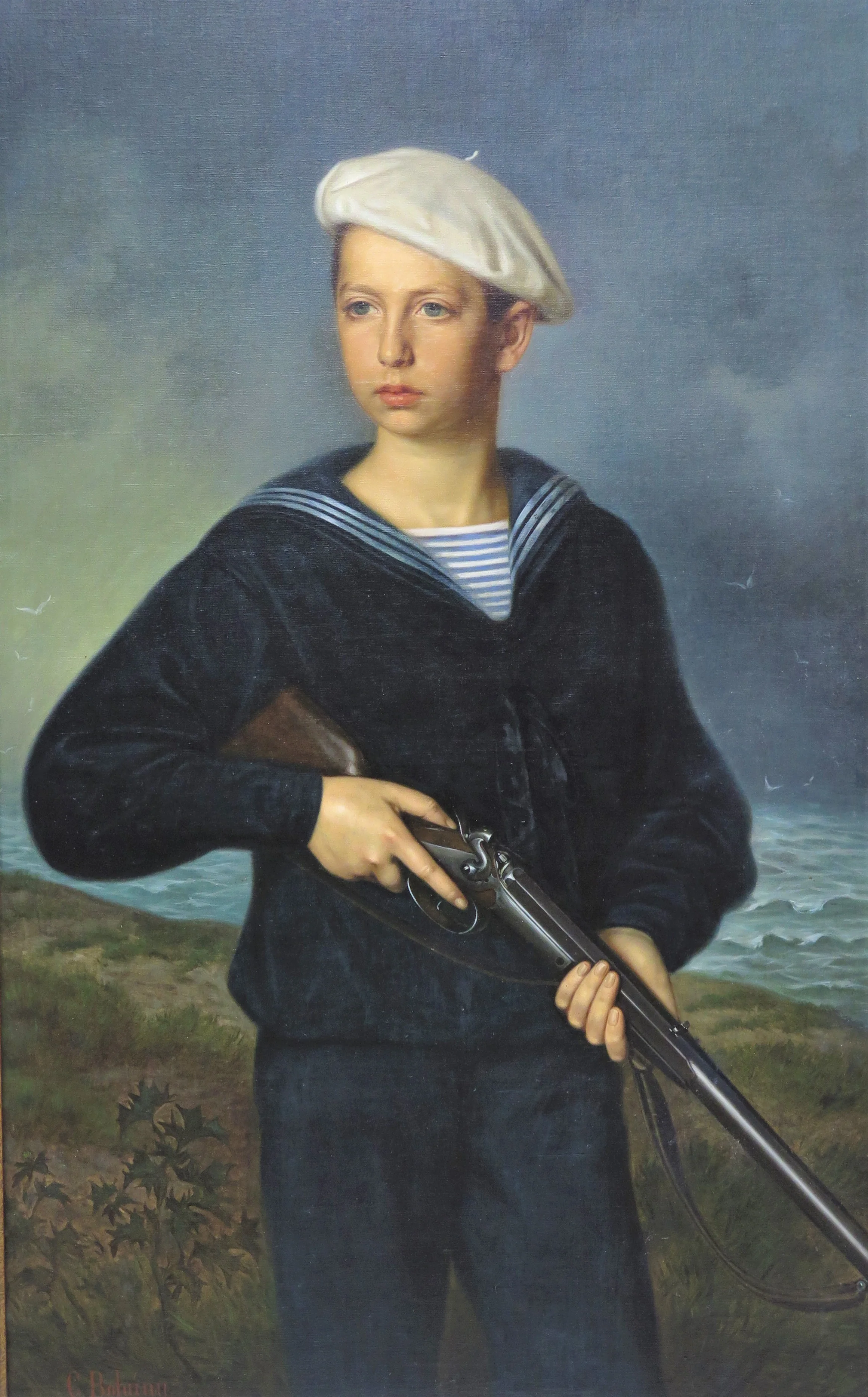
Jacques de Bourbon vers 1885.

Lorsqu'est votée la loi d'exil de 1886, Jacques se retrouve dans l'incapacité de poursuivre ses études militaires en France. Il poursuit donc ses études au collège de Beaumont (situé en Angleterre), et enfin au collège de Stella Matutina de Feldkirch (en Autriche).

### Carrière militaire et drame familiaux

#### Carrière militaire en Russie

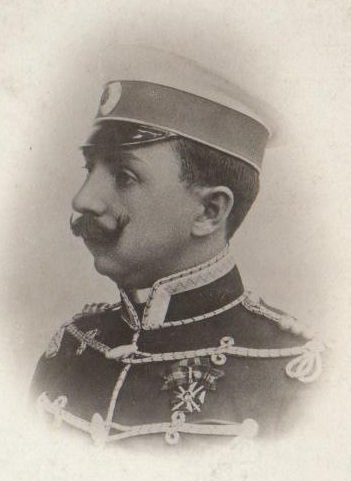
Jacques Ier de Bourbon en uniforme de hussard.

En 1890, il entre à l’académie militaire autrichienne de Wiener-Neustadt (près de Vienne), où il fait son apprentissage militaire. En 1896, le tsar Nicolas II l'accepte dans l’armée impériale russe, dans laquelle il est officier d'abord comme enseigne dans le 24e régiment des dragons de Loubny puis au régiment des hussards de Grodno (ru) dans la garde impériale russe. Il est en poste en Pologne aux frontières du Turkestan, de l'Afghanistan et de la Perse. Il participe à la guerre des Boxers en Chine en 1900, retracée dans le film Les 55 Jours de Pékin et à l'occupation russe de la Mandchourie. Atteint par le typhus, il part en convalescence à Nagasaki au Japon où il rencontre Pierre Loti.
Il combat aussi dans la guerre russo-japonaise en 1904 en Mandchourie comme officier d'état-major au Ier corps d'armée. Il y obtient la croix de l'ordre de Saint-Vladimir.
Après avoir quitté l'armée russe avec le grade de colonel de hussards en 1909, il s’installe en Autriche, au château de Frohsdorf, hérité de sa grand-tante la comtesse de Chambord, morte en 1886.
Jacques de Bourbon voyage beaucoup, notamment en Egypte et en Indochine où il se lie d'amitié avec le gouverneur général, Paul Doumer, futur président de la République française.

#### Mort de sa mère et éclatement de la famille

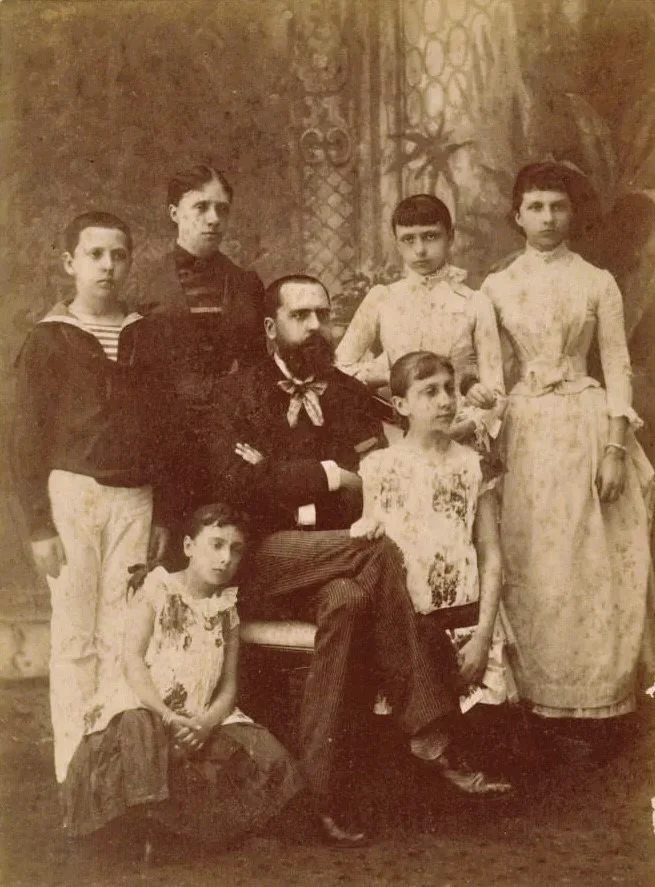
La famille de Jacques vers 1885.

Le début de l'année 1893 est marqué par un drame personnel dans la vie du prince Jacques de Bourbon. En effet, sa mère, la duchesse de Madrid, alors âgée de 46 ans, meurt dans sa demeure italienne le 29 janvier 1893. La disparition d'une mère qu'ils appréciaient beaucoup marquent profondément la fratrie.
Quelques mois plus tard, le 20 avril 1893, la cousine germaine de Jacques, la princesse Marie-Louise de Parme épouse le prince régnant de Bulgarie, Ferdinand Ier. Ce dernier est le dernier fils de la très ambitieuse princesse Clémentine d'Orléans. Le mariage n'est pas sans causer quelques problèmes protocolaires, en effet le père de Jacques, se considérant comme le roi titulaire de France, se présente aux noces avec le collier de l'ordre du Saint-Esprit. Cependant, un autre invité, le cousin germain de Ferdinand prétend également à cette qualité (Ferdinand reconnait son cousin comme le véritable prétendant au trône, au contraire de son nouveau beau-père qui reconnait Charles).
L'année suivante, le duc de Madrid annonça son intention de se remarier. Après un an de veuvage, il dressa une liste de princesses célibataires et choisis Thérèse de Liechtenstein (fille d’Alfred de Liechtenstein et tante de François-Joseph II). La princesse ne lui plaisant finalement pas, il convola avec la suivante, la princesse Marie-Berthe de Rohan. La jeune femme se fait rapidement détester de ses beaux-enfants car elle « ne comprend rien au carlisme » mais également à cause de sa personnalité « réactionnaire et trop autrichienne ».
En 1890, la sœur cadette de Jacques, Elvire entame une relation avec leur cousin l’archiduc Léopold-Ferdinand d’Autriche-Toscane, fils et héritier du dernier grand-duc de Toscane. Cependant, lorsque la reine d'Espagne Marie-Christine apprit cela, elle refusa qu'un membre de sa Maison épouse la fille d’un « traître ». Alors et au contraire de sa sœur ainée Blanche qui put épouser l'archiduc Léopold-Salvator, les fiançailles furent rompus par l’empereur François-Joseph Ier. En 1902, l’archiduc renonça à ses titres et à ses fonctions, et épousa une prostituée avec laquelle il s’installa en Suisse. La princesse en fut abattue et tomba sous le charme d'un peintre italien de dix ans son aîné, en 1896, Felipe Folchi. Le couple quittèrent la Tenuta Reale pour Venise et eurent trois fils illégitimes. Le père de Jacques dénonça publiquement sa fille et lui retira ses titres et prérogatives, la déclarant morte.
Le 31 janvier 1899 soit 6 ans, jour pour jour, après le décès de sa mère, Jacques perd un autre membre de sa famille. En effet, la princesse Marie-Louise de Bulgarie, sa cousine germaine, sujette à de profondes angoisses dû aux agissements de son époux rend l'âme se réfugie, à peine âgée de 29 ans,  en mettant au monde la princesse Nadejda.
Enfin, en 1902, une autre cousine germaine de Jacques, la princesse héritière de Saxe née Louise-Antoinette de Habsbourg-Toscane, défraie la chronique en s'enfuyant enceinte au bras de son amant, André Giron, précepteur de ses enfants. Son divorce est conclue en 1903 et la princesse se remarie en 1907, avec le compositeur italien Enrico Toselli, qui a treize ans de moins qu'elle et dont elle a un enfant.

### Prétendant aux trônes

#### Chef de la Maison de Bourbon

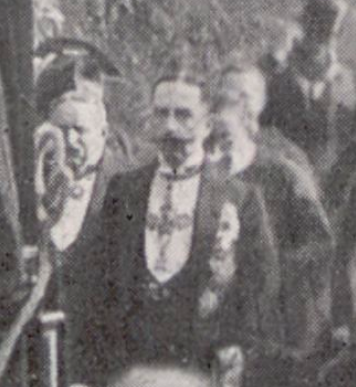
Jacques de Bourbon, le 22 7 1909, à Varèse aux obsèques de son père Charles de Bourbon, Le Monde illustré.

Au décès de son père le 18 juillet 1909, les légitimistes français le reconnaissent comme roi de France et de Navarre sous le nom de Jacques Ier, et les carlistes espagnols comme roi des Espagnes et des Indes sous le nom de Jacques III. Il prend les titres de duc d'Anjou et de Madrid. Il porte les insignes des ordres du Saint-Esprit et de la Toison d'or lors des obsèques de son père à Varèse le 22 juillet suivant.  Le prince décide de démissionner de l'armée russe, jugeant incompatible ses nouvelles fonctions avec un uniforme étranger. Bien qu'exilé et non reconnu par la quasi-totalité des familles royales européennes, Jacques reçoit de nombreuses lettres de condoléances à la suite de la mort de son père, notamment du Kaiser, du Tsar ou encore du roi Edouard VII du Royaume-Uni.
Jacques de Bourbon s'affirma à plusieurs reprises chef de la maison de France ou de la maison de Bourbon, et successeur des rois de France. Il revendiqua le port des pleines armes de France contre le duc d'Orléans et la grande maîtrise des ordres royaux, comme il l'affirme en particulier dans une lettre à M. Cathelineau : « J'accueille avec la même incrédulité l'information que vous me rapportez, selon laquelle le Duc d'Orléans parait quelquefois avec le Collier de Saint Esprit, qui est mon apanage exclusif. Le Chef de la Maison de Bourbon, c'est moi; moi qui, dans ma lettre aux souverains, à l'occasion de la mort de mon cher et regretté père, ai solennellement déclaré que j'entendais revendiquer tous les droits et prérogatives qu'il me transmettait en dépôt; moi qui tiens du comte de Chambord, avec le château de Fröhsdorf, les reliques, les archives et les papiers de la monarchie légitime, ainsi que la maîtrise des ordres royaux. S.A.R. le duc d'Orléans est d'autant moins qualifié pour faire un chevalier du Saint-Esprit, ou pour s'approprier cet ordre, qu'il est le tout a fait dernier dans notre arbre généalogique, et que sa branche ne peut produire la moindre prétention qu'après la complète extinction non seulement de la mienne, mais encore de celles d'Espagne, des Deux-Siciles et de Parme. »
C'est lui, qui, en temps qu'ainé des Bourbons, conduit sa cousine Zita de Bourbon-Parme à l'autel pour son mariage avec l'archiduc Charles d'Autriche. Le couple devient en 1916, le dernier couple impériale d'Autriche. De plus, il semble que malgré son statut de prétendant aux trônes d’Espagne et de France, il a entretenu de très bonnes relations avec les souverains européens tels que la grande-duchesse Charlotte, la reine Élisabeth de Belgique, le prince héritier Rupprecht de Bavière ou encore le prince Paul de Yougoslavie,.

#### Première guerre mondiale
Lorsque la Première Guerre mondiale éclate en 1914, Jacques de Bourbon est placé aux arrêts dans son château de Frohsdorf - officiellement pour son grade dans l'armée russe, en fait pour avoir appelé ses partisans à soutenir la France. On lui donne la possibilité de choisir entre la captivité pour la durée de la guerre et l'exil - il part alors pour la Suisse.
Le duc d'Anjou et de Madrid aide également, durant les premiers mois de la guerre, les ambulances de Lyon. Son âge l'empêche en effet de participer ouvertement aux combats. Le prince Jacques de Bourbon s'occupe alors en mettant en sécurité l'immense collection de souvenirs royaux présentent à Frohsdorf.

#### Dernière années

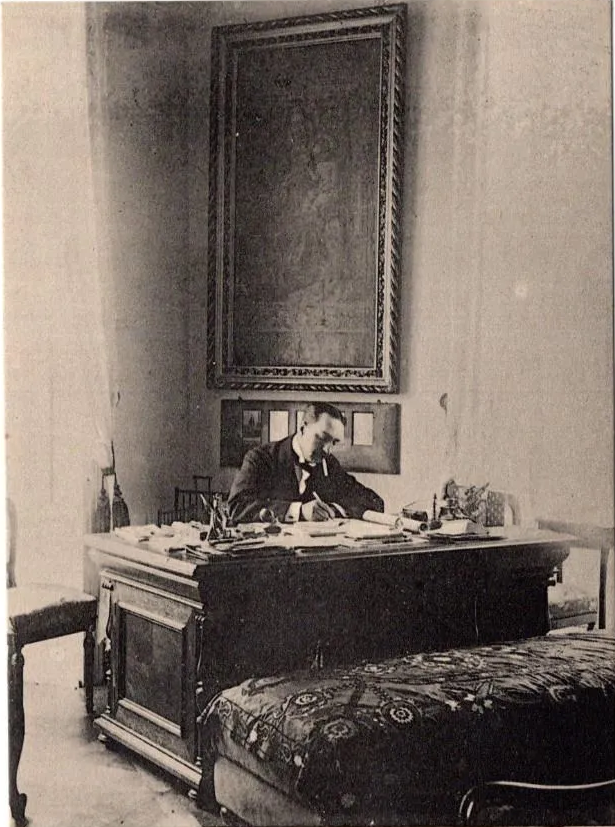
Jacques de Bourbon à son bureau, au château de Frohsdorf, vers 1910.

Après la Première Guerre mondiale, il prend donc le titre de duc d’Anjou, en tant qu'aîné des descendants du roi Philippe V d'Espagne (1683-1746), né Philippe de France, duc d’Anjou. Ce titre d'attente sera par la suite repris par la plupart des prétendants légitimistes jusqu'à aujourd’hui. De son côté Philippe VI, actuel roi d’Espagne porte un écu aux armes d’Anjou (à savoir, « d'azur à trois fleurs de lis d'or et à la bordure de gueules »), placé au centre des armes d'Espagne.

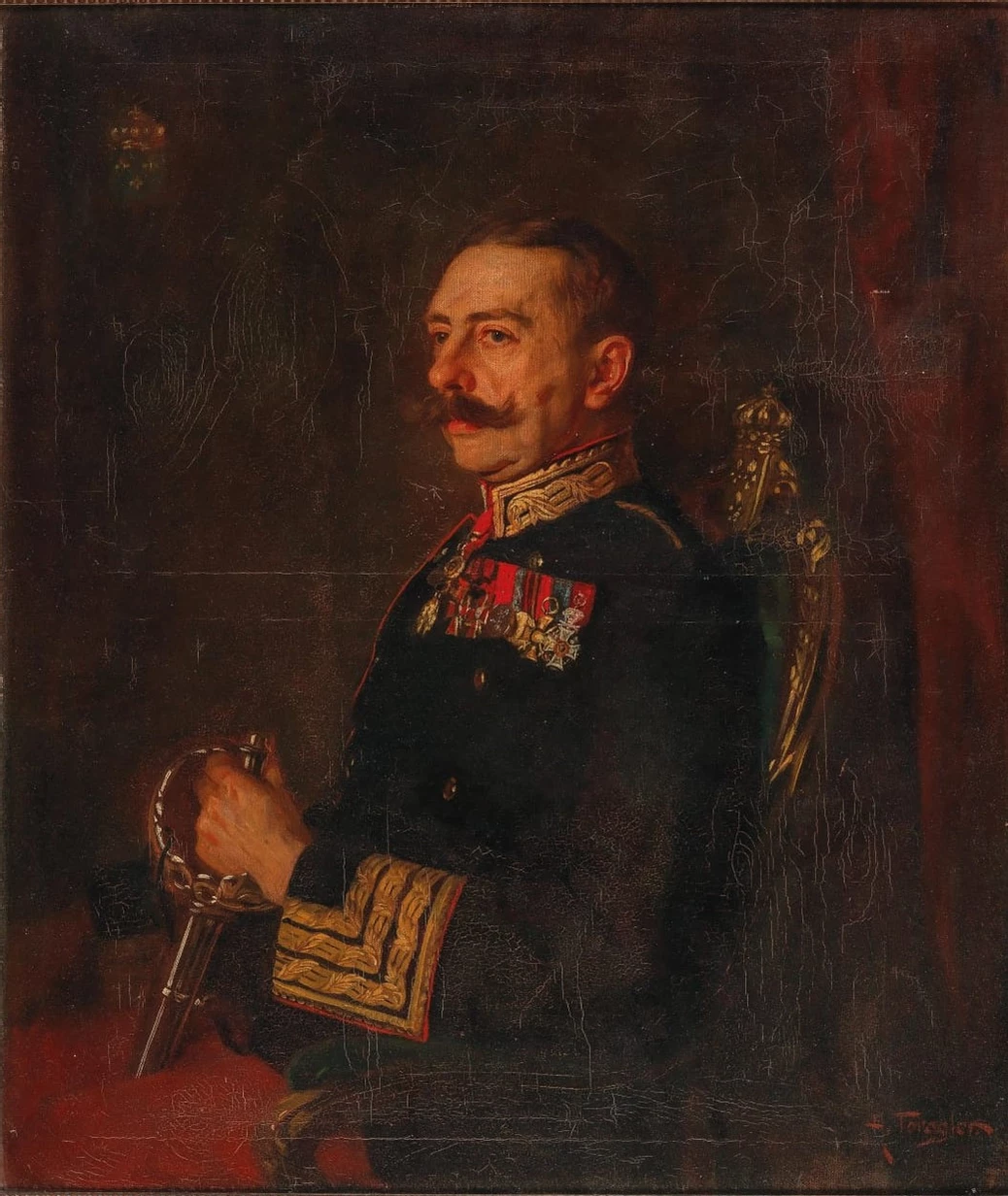
Portrait du duc d'Anjou et de Madrid vers 1911 per Hermann Torggler. Col. Inigo Perez de Rada, Madrid.

En 1923, il fonde l'ordre de la Légitimité Proscrite destiné à reconnaître les mérites de ses partisans carlistes les plus loyaux et en particulier de ceux qui auraient été persécutés et auraient souffert du fait de leur foi politique.
Jacques de Bourbon vit une partie de son temps à Paris, où il a un pied-à-terre au no 43 de l'avenue Hoche, dans le 8e arrondissement. C'est là qu’il meurt, d’une angine de poitrine, le 2 octobre 1931 à 19 h 30, quelques jours après s'être réconcilié avec son cousin exilé l'ancien roi Alphonse XIII, qu'il fait chevalier de l’ordre du Saint-Esprit le 25 septembre 1931.

### Décès et succession
Son acte de décès (no 1628) le mentionne comme « Jaime, Charles, Alphonse, Philippe de Bourbon, Duc d’Anjou et de Madrid, domicilié au château de Frohsdorf (Autriche) », l’employé de l'état civil ayant écrit le premier prénom en espagnol et ayant omis de nombreux prénoms parmi les siens. 

Ses obsèques françaises ont lieu le 7 octobre à Paris, en l'église Saint-Philippe-du-Roule, en présence d’Alphonse XIII et de nombreux Bourbons. L’ancienne famille royale espagnole est donc présente, à la grande stupéfaction des journaux, en effet, en plus de l’ancien roi, son épouse, leurs deux filles ainsi que le comte de Barcelone et le duc de Ségovie assistent à la cérémonie,. Le duc d'Anjou et de Madrid est ensuite inhumé le 12 octobre à Viareggio (près de Lucques, en Italie), en la chapelle de la Tenuta Reale (« domaine royal ») — appelée aussi Villa Borbone, (« villa Bourbon ») —, en présence de son oncle Alphonse de Bourbon, âgé de 82 ans, qui lui succède comme prétendant légitimiste au trône de France et comme prétendant carliste au trône d'Espagne.

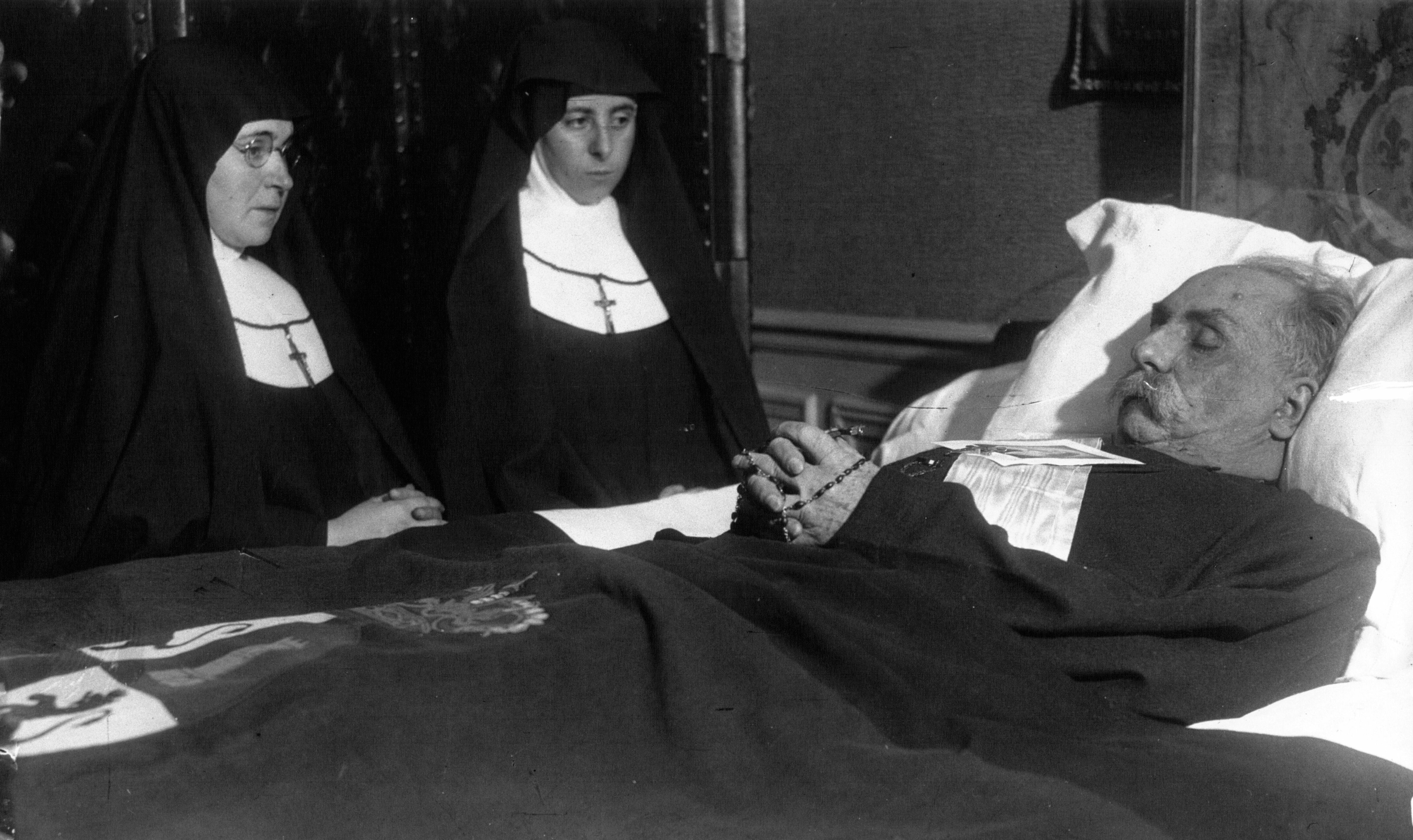
Le prétendant sur son lit de mort en 1931.

## Titulature et décorations

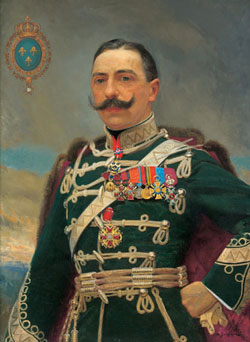
Portrait de Jacques de Bourbon en uniforme des Hussards de Grodno où apparaissent ses décorations.

### En France
Les titres portés par les membres de la maison de Bourbon n'ont pas d'existence juridique en France et sont considérés comme des titres de courtoisie. Ils sont attribués par le chef de maison. Aîné des descendants de Louis XIV, Jacques de Bourbon a porté les titres suivants :
- 27 juin 1870 – 24 août 1883 : Son Altesse Royale, le prince Jacques de Bourbon, prince du Sang ;
- 24 août 1883 – 18 novembre 1887 : Son Altesse Royale Jacques, fils de France ;
- 18 novembre 1887 – 18 juillet 1909 : Son Altesse Royale le dauphin de France ;
- 18 juillet 1909 – 2 octobre 1931 : Son Altesse Royale le duc d'Anjou.
  - Sa Majesté le roi de France et de Navarre.

En raison de sa position de chef de la maison de Bourbon, mais surtout d'aîné des Capétiens, Jacques de Bourbon était de facto le chef de la maison royale de France, il se revendiquait comme tel dans ses proclamations

### En Espagne
Les titres portés par les descendants de l'infant Don Carlos de Bourbon n'ont pas d'existence juridique en Espagne et sont considérés comme des titres de courtoisie. Ils sont attribués par le chef de maison. Aîné des descendants de Philippe V, Jacques de Bourbon a porté les titres suivants :
- 27 juin 1870 – 18 juillet 1909 : Son Altesse Royale le prince des Asturies ;
- 18 juillet 1909 – 2 octobre 1931 : Son Altesse Royale le duc de Madrid.
  - Sa Majesté le roi des Espagnes.

### Ordres dynastiques français et espagnols
En qualité de chef de la maison de Bourbon et prétendant légitimiste au trône de France, et comme prétendant carliste au trône d’Espagne, Jacques de Bourbon revendiquait la grande maîtrise des ordres dynastiques traditionnels,.

#### Ordres dynastiques français
Comme prétendant légitimiste au trône de France, il revendiquait la grande maîtrise des ordres suivants :
- 14e grand maître de l'ordre du Saint-Esprit (1909) (disputé)
- 21e grand maître de l'ordre de Saint-Michel (1909) (disputé)
- 11e grand maître de l'ordre royal et militaire de Saint-Louis (1909) (disputé)
- Grand maître de l'ordre du Lys[46] (1909)

#### Ordres dynastiques espagnols
Comme prétendant carliste au trône d'Espagne, il revendiquait la grande maîtrise des ordres suivants :
- Grand maître de l'ordre de la Toison d'or (1909)
- Grand maître de l'ordre de Charles III d'Espagne (1909)
- Grand maître et fondateur de l'ordre de la Légitimité Proscrite (1923)

#### Ordres sous la protection du roi d'Espagne
- Grand maître de l'ordre de Santiago (1909).
- Grand maître de l'ordre de Montesa (1909).
- Grand maître de l'ordre d'Alcantara (1909).
- Grand maître de l'ordre de Calatrava (1909).

### Décorations militaires
Il faillit être nommé chevalier de la Légion d'honneur mais la Troisième République renonça à lui accorder cette distinction.
- Chevalier de l’ordre de Saint-Georges (1909)[44] ( Empire russe).
- Ordre de Saint-Stanislas ( Empire russe).
- Ordre de Sainte-Anne, 4e classe ( Empire russe).
- Ordre de Saint-Vladimir ( Empire russe).
- Médaille de la campagne de Chine, avec glaives ( Empire russe).
- Médaille de la guerre russo-japonaise ( Empire russe).
- Ordre de la Couronne ( Royaume de Prusse)
- Ordre de Léopold ( Belgique)
- Ordre de Saint-Louis ( Duché de Parme)[48].

## Galerie

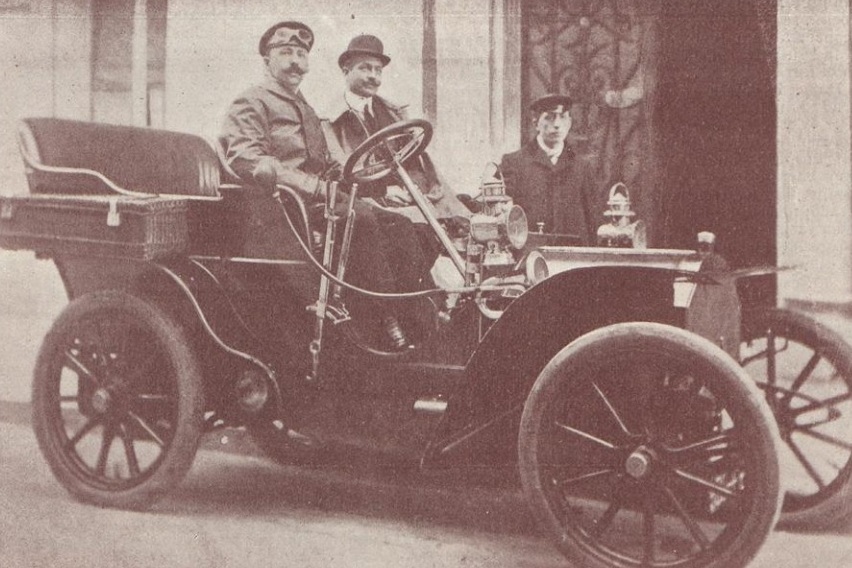
Jacques de Bourbon en automobile.
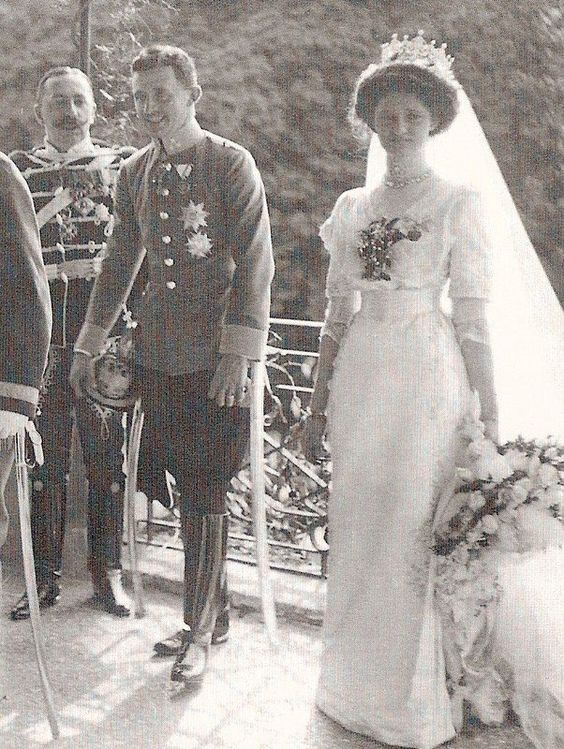
Jacques de Bourbon au mariage de Charles de Habsbourg-Lorraine et Zita de Bourbon-Parme, 13 juin 1911.
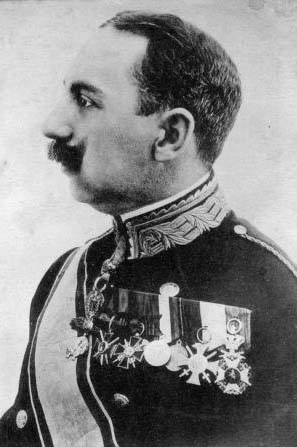
Jacques de Bourbon en uniforme.
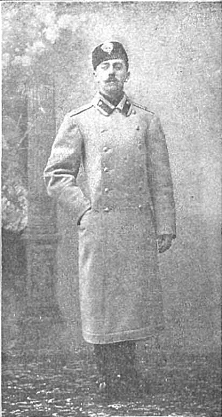
Jacques de Bourbon, dit Don Jaime, en costume militaire.
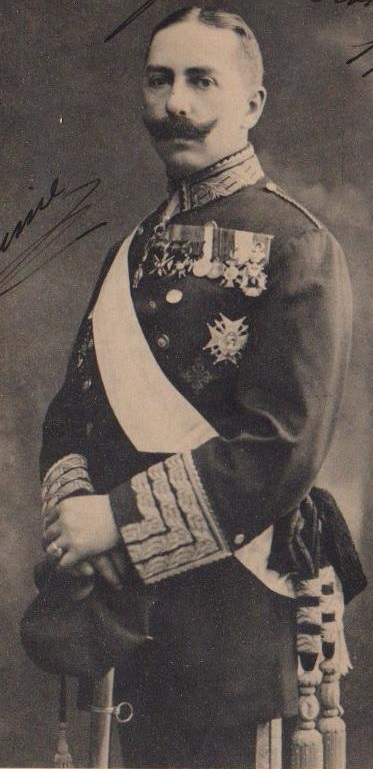
Jacques de Bourbon vers 1910.
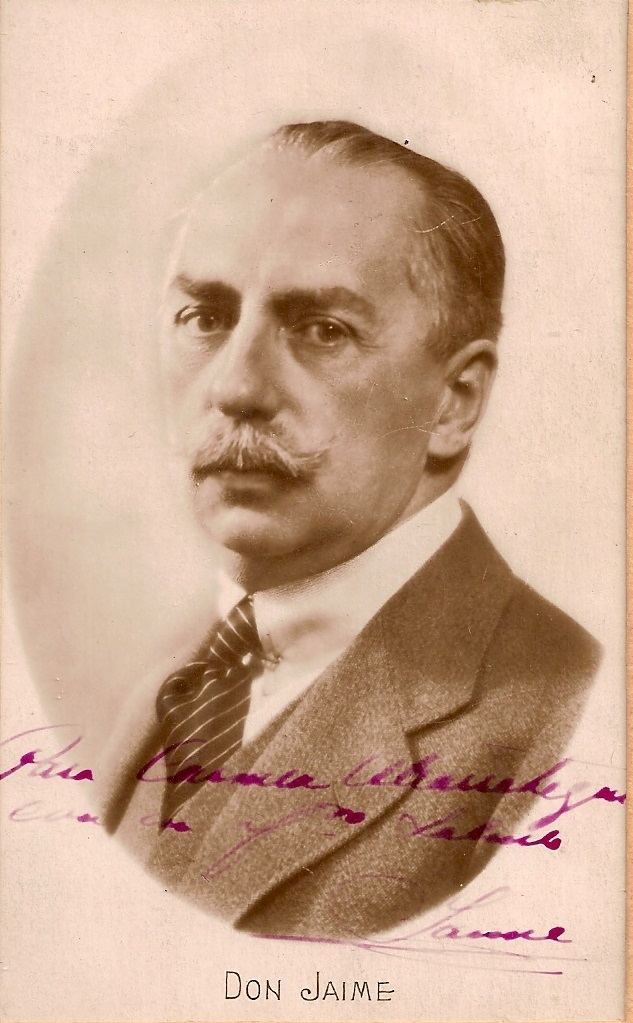
Jacques de Bourbon vers 1930.
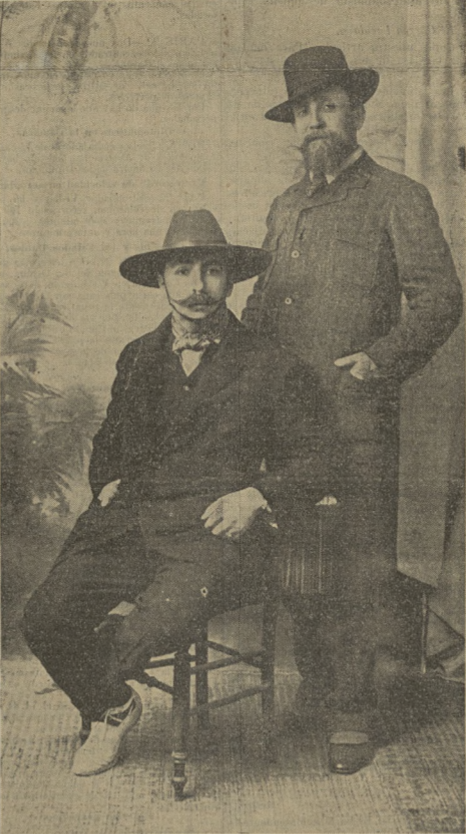
Jacques de Bourbon et le marquis du Blaisel à Tunis (1912).
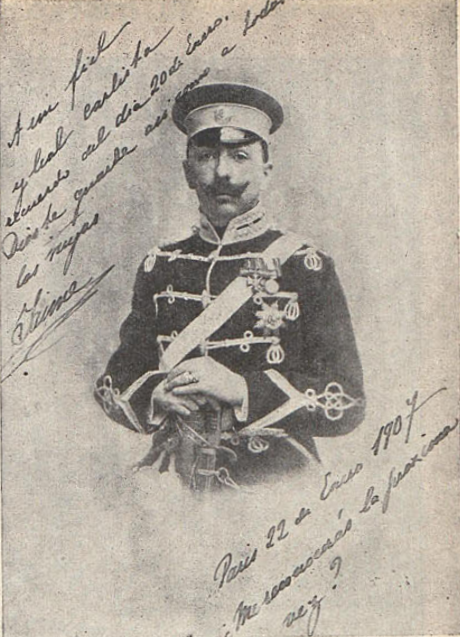
Autographe de Jacques de Bourbon.
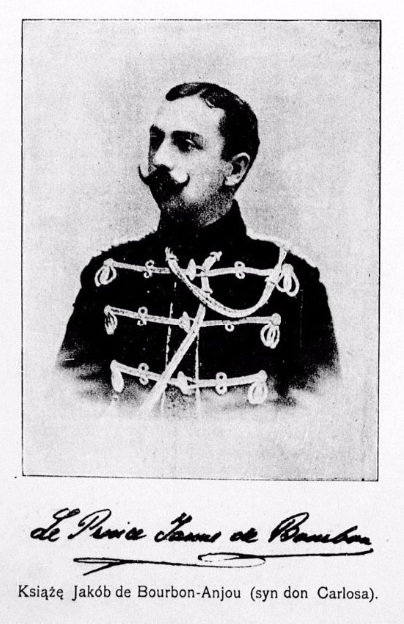
Le prince Jacques de Bourbon.
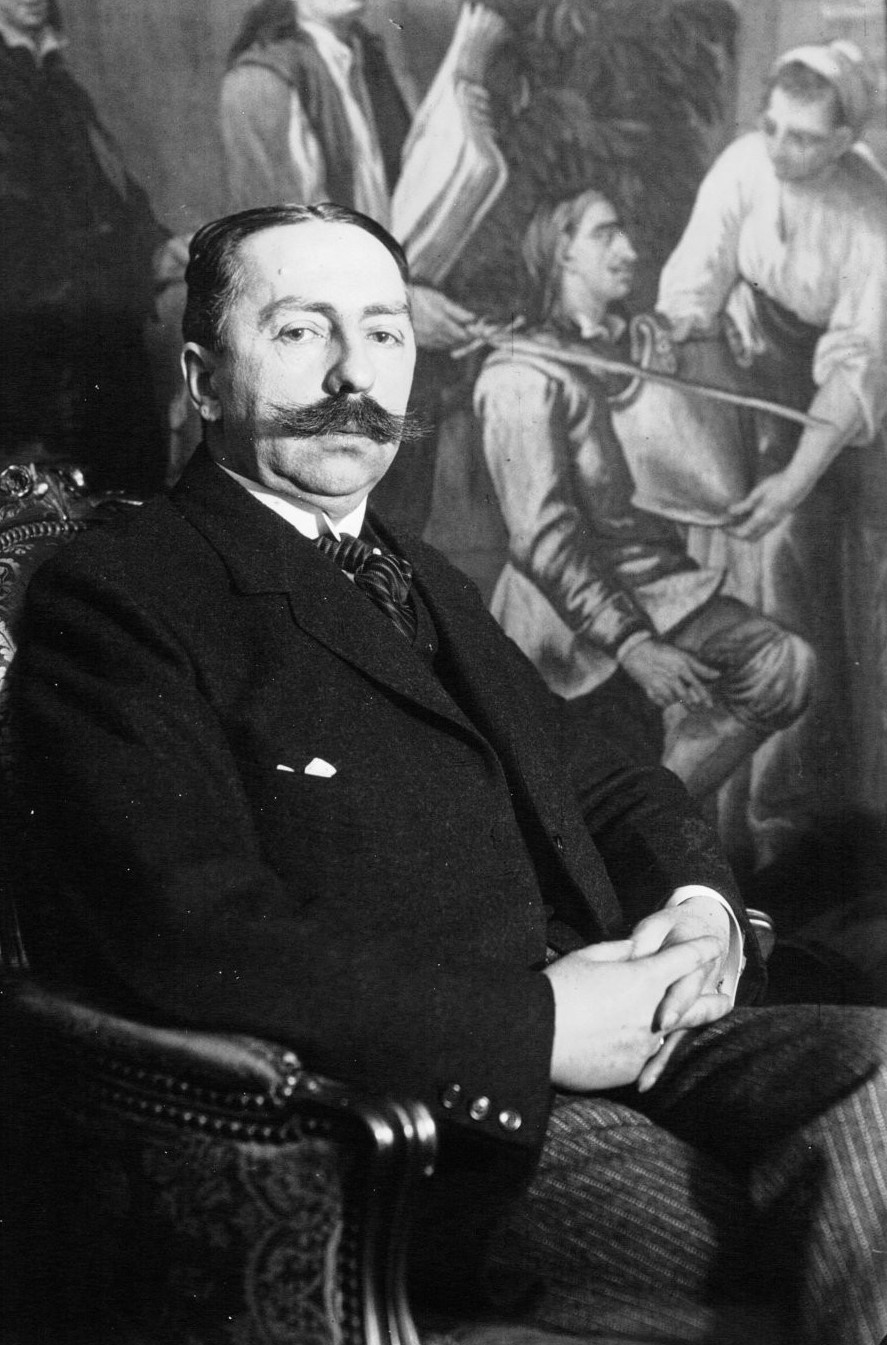
Jacques de Bourbon.